# Ferrovia del Montafon
La ferrovia del Montafon è una linea ferroviaria a scartamento normale, esercita a trazione elettrica dello stato federale del Vorarlberg, in Austria. Dal 1905 unisce Schruns e il circondario del Montafon a Bludenz, che è la stazione terminale della ferrovia dell'Arlberg e della ferrovia del Vorarlberg.

## Storia
La storia della breve ferrovia inizia il 18 dicembre del 1905 con l'apertura di 12,72 km di ferrovia tra Bludenz e Schruns. La ferrovia è privata e gestita dalla Montafonerbahn A.G.; stabilisce i collegamenti attraverso la vallata della regione del Montafon la cui economia è a impronta agricola ma con la predisposizione al turismo alpino e residenziale estivo. La valle è stata riconosciuta dall'UNESCO come riserva di biosfere. Tra le presenze industriali odierne del distretto i bacini idrici artificiali, gestiti dalle Vorarlberger Illwerke e fabbriche di cioccolata.
La ferrovia venne alimentata a corrente continua a 650 volt, fino al 1950; nel 1955 vennero utilizzati anche due Schienenbus e un tram. In seguito la tensione venne elevata fino a 900 volt e, dal 1972, in seguito al totale riammodernamento della linea adeguata alla tensione unificata in Austria di 15 kVolt a corrente alternata monofase. Venne mantenuto un treno storico a vapore di vetture trainate dalla locomotiva delle ÖBB, Br 92.22.

## Caratteristiche

### Percorso

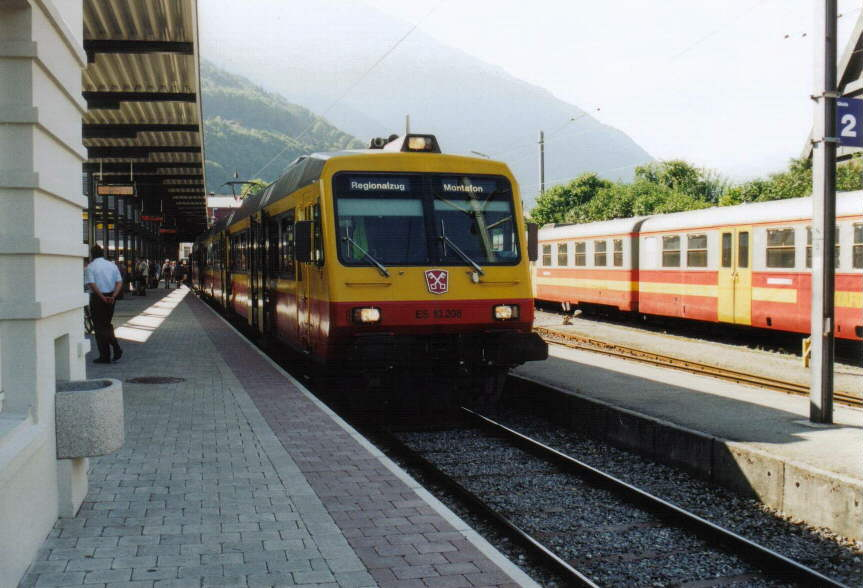
Elettrotreno a Schruns

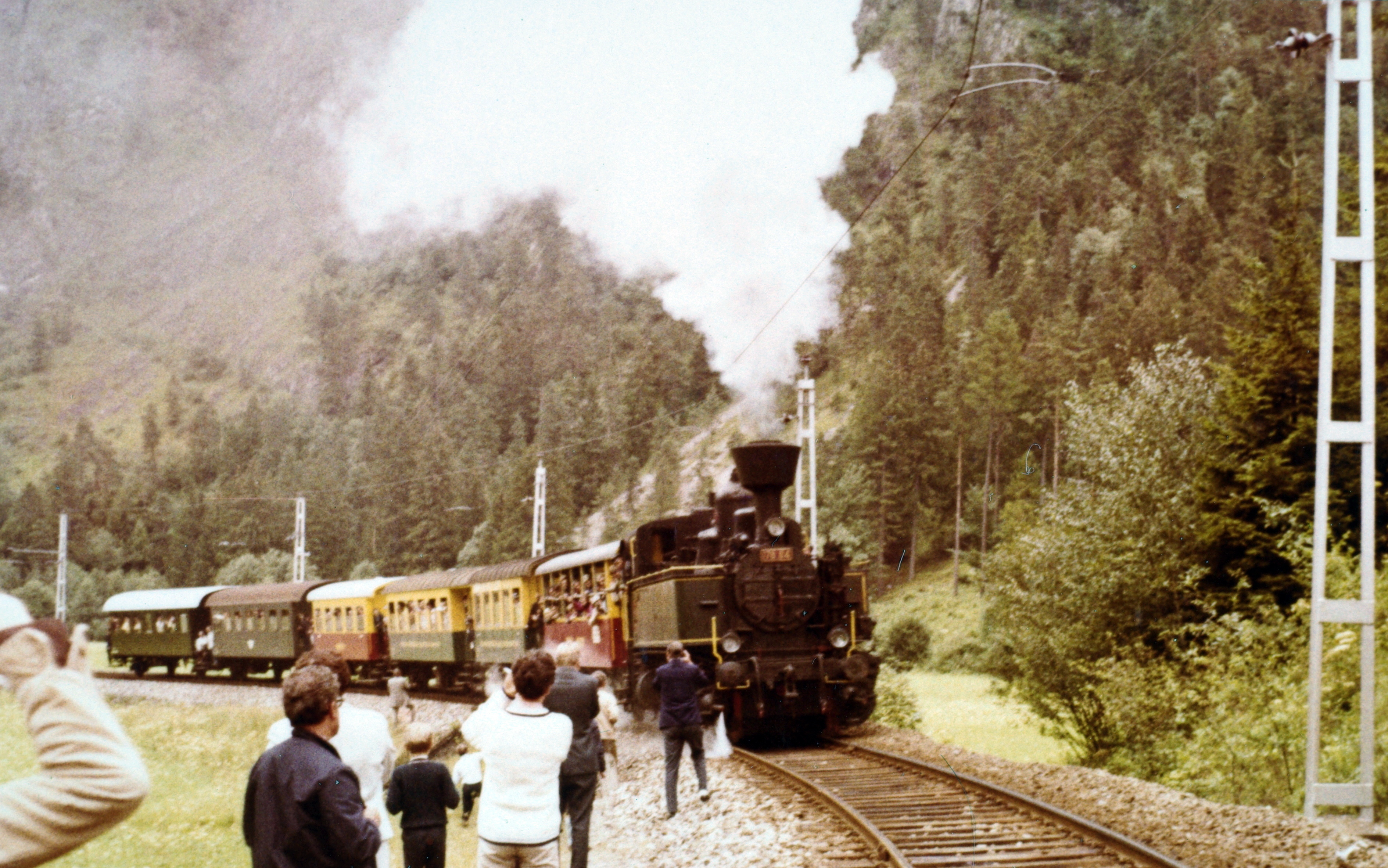
Trenino a vapore storico al traino della BR 92.22

| Straight track |

| Station on track |

| Unknown route-map component "ABZgr" |

| Unknown route-map component "ABZgl" |

| Stop on track |

| Stop on track |

| Unknown route-map component "hKRZWae" |

| Unknown route-map component "ABZgl" |

| Unknown route-map component "hKRZWae" |

| Stop on track |

| Unknown route-map component "hKRZWae" |

| Station on track |

| Stop on track |

| Stop on track |

| Unknown route-map component "ABZg+r" |

| Small non-passenger station on track |

| Unknown route-map component "BS2+l" | Unknown route-map component "BS2+r" |

| Unknown route-map component "hKRZWae" | Unknown route-map component "hKRZWae" |

| Straight track | Stop on track |

| Unknown route-map component "KDSTxe" | Straight track |

| Unknown route-map component "exSTRr" | Straight track |

|  | End station |